# Sedlčany
Sedlčany é uma cidade checa localizada na região da Boêmia Central, distrito de Příbram.